# Nebulatettix
Nebulatettix is een geslacht van rechtvleugeligen uit de familie veldsprinkhanen (Acrididae). De wetenschappelijke naam van dit geslacht is voor het eerst geldig gepubliceerd in 2012 door Gómez, Lightfoot & Miller.

## Soorten
Het geslacht Nebulatettix omvat de volgende soorten:
- Nebulatettix pallidus Bruner, 1893
- Nebulatettix robustus Rehn & Hebard, 1909
- Nebulatettix subgracilis Caudell, 1903